# John Daniel Evans
John Daniel Evans (Mountain Ash, Glamorgan, Gales, 1862-Trevelin, Territorio Nacional del Chubut, Argentina, 6 de marzo de 1943) fue un aventurero, molinero y pionero en la colonización galesa en Chubut, más precisamente en el valle 16 de Octubre y la localidad de Trevelin.
Fue apodado "El Baqueano", debido a su habilidad para ubicarse en el interior del territorio chubutense y guiar a quienes intentaban internarse en esos lugares.

## Biografía

### Familia
John Daniel Evans nació en Mountain Ash, Glamorgan, siendo hijo de Daniel y Mary Evans. La familia era parte del primer grupo que viajó a la Patagonia oriental a bordo del velero Mimosa en 1865. Tal vez la influencia del padre de Mary, John Jones, de Aberdare, fue el responsable de esto, porque su familia era una parte importante de los pasajeros del Mimosa.
Se casó dos veces. Su primera esposa fue Elizabeth Richards que falleció en 1897, y con su segunda esposa, Annie Hughes de Williams (viuda y con dos hijos de un matrimonio anterior) tuvieron cinco hijos, entre ellos Milton. Su nieta, Clery —hija de Milton— escribió el libro John Daniel Evans “El Molinero”, en el que cuenta la historia de su abuelo y parte de la historia de la colonización galesa del Chubut.

### Tragedia en el valle de los Mártires

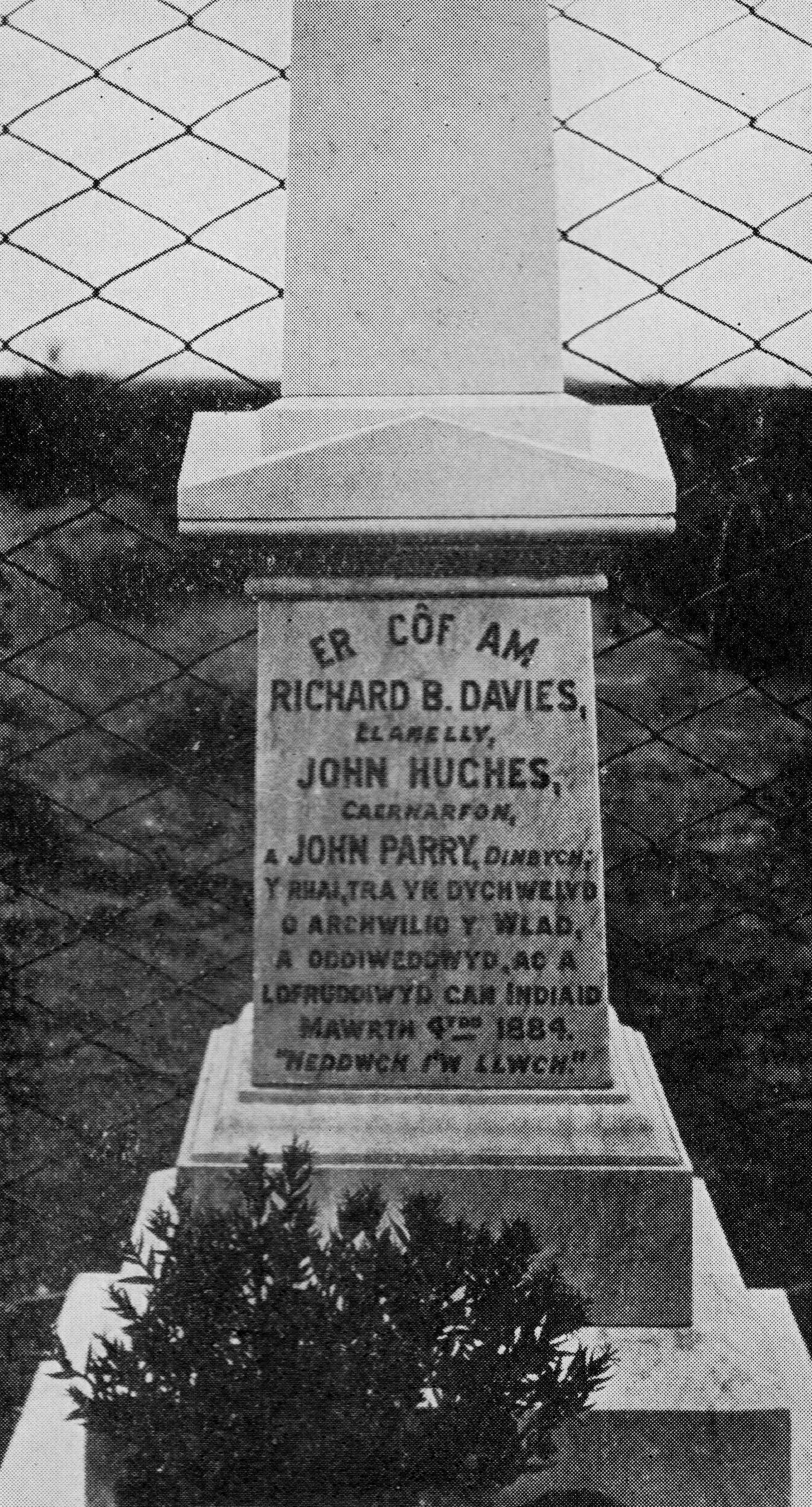
Monumento a los galeses fallecidos en manos de los aborígenes mapuches de Foyel en el valle de los Mártires.

John Evans hizo evidente, como nadie lo había pensado, que quería explorar la meseta patagónica hacia los Andes. En el mes de noviembre de 1883, llevó a un grupo en torno a la cordillera en busca de tierras fértiles y oro. En el camino, se cruzaron con una tropa de soldados argentinos que llevaban prisioneros mapuches a Valcheta como parte de las campañas de la Conquista del Desierto del general Julio A. Roca y del coronel Conrado E. Villegas. Algunos miembros del grupo decidieron dar marcha atrás, pero cuatro siguieron adelante dirigidos por John Evans.
A finales de febrero de 1884 habían llegado al río Gualjaina y se encontraron con miembros de la tribu encabezada por el cacique mapuche Foyel que, entre otros, desde el País de las Manzanas se había internado en la Patagonia oriental, resistiendo así a las fuerzas argentinas. 
Ellos invitaron a los galeses, pero éstos la rechazaron ya que sospechaban de que los iban a tomar prisioneros. Los cuatro galeses decidieron regresar rápidamente a la parte baja del valle inferior del río Chubut, a 600 km de distancia, siendo perseguidos por aquellos aborígenes. El 4 de marzo los cercaron y los atacaron con lanzas, matando a tres compañeros de Evans. Éste logró sobrevivir gracias a la acción de su caballo Malacara, que saltó un barranco pronunciado de casi cuatro metros, ganado a los indígenas varios cientos de metros de distancia, quienes no se atrevieron a tratar de seguirlo, permitiéndole a Evans regresar con seguridad. 
El área donde ocurrió el ataque fue llamado valle de los Mártires (en galés: Dyffryn y Merthyron). John Evans colocó una columna de mármol con una inscripción en el lugar de la tragedia y, en un gesto de agradecimiento, cuidó al caballo que le salvó la vida durante sus últimos años y, cuando el animal falleció, lo sepultó en su chacra de Trevelin.

### Valle 16 de Octubre y últimos años

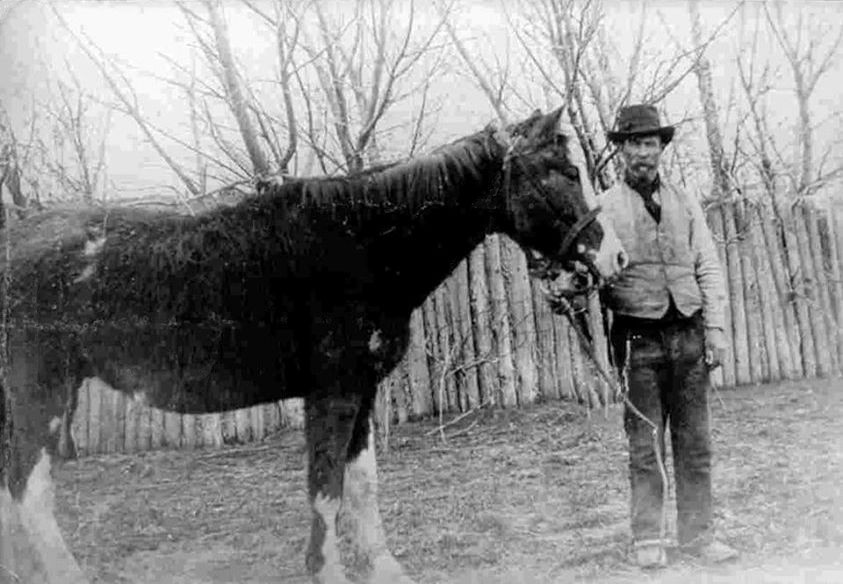
El caballo Malacara junto a John Daniel Evans en 1906.

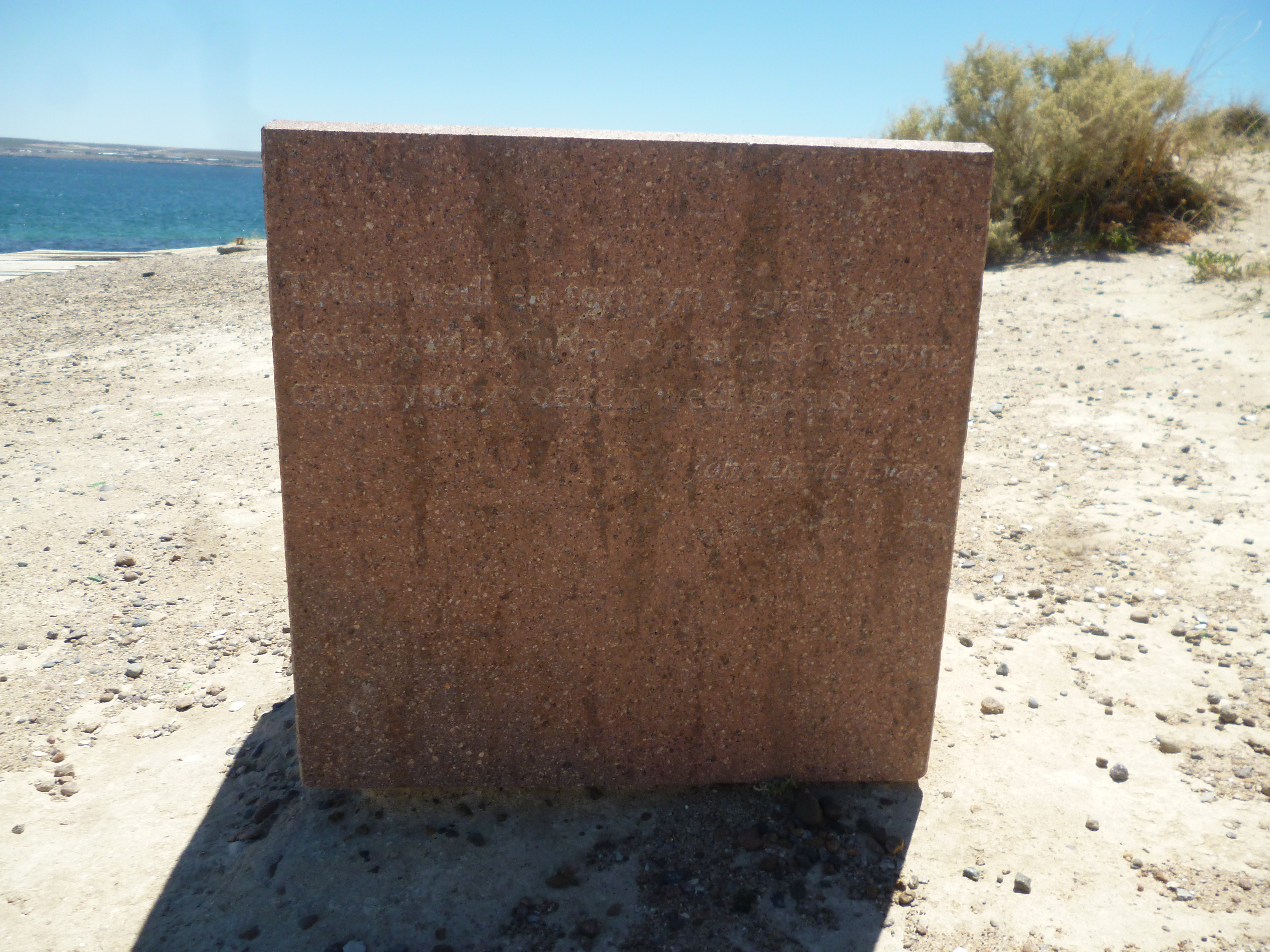
Frase de Evans en galés en el monumento del desembarco en punta Cuevas, Puerto Madryn.

En 1885, John Evans fue uno de los líderes que realizó un viaje a las zonas cercanas a los Andes con el gobernador Luis Jorge Fontana. En este viaje se descubrió el Valle 16 de Octubre, un área que luego fue colonizada por los galeses. En octubre de 1891, John Evans y su familia emigraron al valle. Debido a la necesidad de un molino en la zona ya que muchos de los agricultores estaban recibiendo una buena cosecha de trigo, lo construyó, alrededor de 1918, con el nombre de Molino Harinero de la Compañía Andes, el cual se convirtió en el más grande e importante de la zona, y le dio el nombre a la localidad de Trevelin (que en galés significa pueblo del molino). Su esposa murió en 1897, y se volvió a casar en 1900 con Annie Hughes, quien previamente había estado casada con Robert Charles Williams. John Evans se hizo bastante rico para ese entonces.
Jugó un papel importante durante el Plebiscito de 1902 y se destacó en la comunidad del lugar, por impulsar la creación de la primera escuela e integrar la primera comisión de fomento de Trevelin junto con Matthew Jones, Dyfed Thomas y Plennyd Williams en 1927. Viajó varias vaces a distintos países de Europa Occidental, como Gales (2 veces en 1928 y 1934) y Francia (en 1928). En 1934, viajó a Chile para tratar de discutir con el representante del Gobierno chileno en Santiago la posibilidad de la mejora de la carretera que unía el valle con Chile, a través de los Andes.
Murió el 6 de marzo de 1943, a los 81 años en su casa en Trevelin. Luego de su fallecimiento, la actividad harinera decayó hasta que, en 1953, el molino cerró. El edificio fue refaccionado y, en 1971, fue inaugurado el Museo Regional de Trevelin.